# Megah Idawati
Megah Idawati (* 27. Juli 1945 in Kudus) ist eine ehemalige indonesische Badmintonspielerin. Sie ist die Schwester von Megah Inawati und Liem Swie King.

## Karriere
Megah Idawati gehörte 1966 zum indonesischen Uber-Cup-Team, welches bei dieser Weltmeisterschaft für Damenmannschaften Vierter wurde. Im gleichen Jahr wurde sie mit Tan Tjung Ing jeweils Zweite im Damendoppel bei den Malaysia Open und den Perak Open. Bei beiden Veranstaltungen unterlagen sie beide Male im Finale ihren Teamkolleginnen Retno Koestijah und Minarni. Bei den Penang Open 1966 stand Megah Idawati sowohl im Einzel als auch im Doppel im Halbfinale.

## Erfolge
| Saison | Veranstaltung | Disziplin   | Platz | Name                          |
| ------ | ------------- | ----------- | ----- | ----------------------------- |
| 1966   | Uber Cup      | Damenteam   | 4     | Indonesien                    |
| 1966   | Malaysia Open | Damendoppel | 2     | Tan Tjung Ing / Megah Idawati |
| 1966   | Perak Open    | Damendoppel | 2     | Tan Tjung Ing / Megah Idawati |

## Referenzen
- Malaysia Open 1966
- PB Djarum (Memento vom 11. Juni 2010 im Internet Archive)
- Perak Open 1966
- Penang Open 1966

| Personendaten    | Personendaten                   |
| ---------------- | ------------------------------- |
| NAME             | Idawati, Megah                  |
| KURZBESCHREIBUNG | indonesische Badmintonspielerin |
| GEBURTSDATUM     | 27. Juli 1945                   |
| GEBURTSORT       | Kudus                           |